# Riozura yoshibai
Genre
Espèce
Synonymes
- Lobelia yoshibai Yosii, 1963

Riozura yoshibai, unique représentant du genre Riozura, est une espèce de collemboles de la famille des Neanuridae.

## Distribution
Cette espèce se rencontre en Asie du Sud.

## Publications originales
- Yosii, 1963 : On some Collembola of Hindukush, with notes on Isotoma Bourlet and its allies. Insect fauna of Afghanistan & Hindukush. Results of the Kyoto University Scientific Expedition to the Karakoram and Hindukush, vol. 4, p. 3-42.
- Cassagnau, 1983 : Un nouveau modèle phylogénétique chez les collemboles Neanurinae. Nouvelle Revue d'Entomologie, vol. 13, no 1, p. 3-27.